# Commissione internazionale per la protezione delle Alpi
La Commissione internazionale per la protezione delle Alpi, in acronimo CIPRA, è una organizzazione non governativa che ha come scopo lo sviluppo sostenibile nelle Alpi.
È composta da una sede centrale a Schaan nel Principato del Liechtenstein e dalle rappresentanze dislocate in tutti gli Stati alpini.
CIPRA e Convenzione delle Alpi: "Commissione per la protezione delle Alpi" e "Convenzione delle Alpi" vengono spesso confusi ed effettivamente sono collegate in modo molto stretto tra loro. Fin dalla sua fondazione nel 1952 la CIPRA ha richiesto una convenzione per le Alpi e ha accompagnato la sua nascita e la sua applicazione con costanza e spirito critico. La CIPRA è infatti uno degli osservatori ufficiali della Convenzione delle Alpi.

## Obiettivi e priorità
La CIPRA persegue una doppia strategia: da una parte uno sviluppo dall'alto grazie alla Convenzione delle Alpi e dall'altra uno sviluppo dal basso tramite progetti, iniziative e reti. Gli uffici delle associazioni "Città alpina dell‘anno" e l'associazione Via Alpina sono gestiti dalla CIPRA e sono dei partner importanti per seguire questa strategia. 
La diffusione di informazioni sullo spazio alpino è uno dei compiti principali della CIPRA. A questo scopo vengono utilizzati diversi mezzi di comunicazione come il sito internet, la rivista Alpinscena (che viene pubblicata una volta all'anno), il servizio d'informazione alpMedia, singole pubblicazioni ed eventi. La CIPRA è radicata nella tutela dell'ambiente. Inoltre pone l'accento su temi sociali, economici e sociopolitici, tali la gestione sostenibile delle risorse, l'energia, la mobilità, la partecipazione, le questioni di genere o la sobrietà. La CIPRA organizza e gestisce progetti su temi prioritari, sempre legati allo spazio alpino.

## Organizzazione

### Rappresentanze nazionali
La CIPRA ha sette rappresentanze nazionali e una rappresentanza regionale, ossia in Germania, Francia, Italia, Liechtenstein, Austria, Svizzera, Slovenia e Alto Adige. Essi sono associazioni indipendenti e agiscono all'interfaccia tra i membri e la politica nazionale. La sede di CIPRA Internazionale è in Liechtenstein.

### Organizzazioni membri
100 istituzioni e organizzazioni sono riuniti sotto il tetto della CIPRA, ivi compresi altre associazioni ambientali ed enti, nel caso dell'Austria tutti i nove länder, i parchi naturali in Francia e membri individuali in Slovenia.

### Assemblea dei delegati
Organo supremo della CIPRA è l'assemblea dei delegati, nella quale ogni rappresentanza nazionale ha diritto a sei voti, la rappresentanza regionale Alto Adige a due. L'assemblea dei delegati si riunisce generalmente una volta all'anno.

### Presidenza
La presidenza è un organo un po' più snello, in cui ciascuna rappresentanza nazionale ha diritto a due voti e la rappresentanza regionale CIPRA Alto Adige ha uno. Anche la presidenza si riunisce una volta all'anno ed è ormai tradizione che, prima della riunione, si riuniscono gli amministratori delle rappresentanze nazionali e regionali della CIPRA. Il presidente della CIPRA è dal settembre 2024 Uwe Roth (Germania), vicepresidenti sono Serena Arduino (Italia), Eléonore Matuszak (Francia), Peter Zajc (Slovenia), Christina Dalla Torre (Italia), Gerlinde Zuber (Svizzera). Il tesoriere è Wilfried Marxer (Liechtenstein). Kaspar Schuler è il direttore, Jakob Dietachmair è il vicedirettore.

### Consulta dei Giovani (CYC, CIPRA Youth Council)
La Consulta dei Giovani è un organo consultivo degli organi, della dirigenza e dell'ufficio centrale della CIPRA Internazionale. È stata nominata dall'Assemblea dei delegati di CIPRA a Bolzano il 10 ottobre 2013. I suoi membri sono giovani tra i 14 e i 29 anni che vivono nelle Alpi e vogliono dire la loro ed essere ascoltati. 

### CIPRA International Lab GmbH
La società a responsabilità limitata senza scopo di lucro è strettamente legata al suo proprietario, CIPRA International. Con sede a Feldkirch, in Austria, l'organizzazione è autorizzata a rappresentare gli interessi della CIPRA International a livello di cooperazione transnazionale di progetto.

## Storia
La Commissione Internazionale per la Protezione delle Alpi viene fondata il 5 maggio 1952 a Rottach-Egern/D. L'idea della sua istituzione era nata a Bruxelles nel 1950 all'interno dell'Unione Internazionale per la Conservazione della Natura (IUCN). Il movente decisivo di tale processo furono i grandi progetti idroelettrici previsti all'interno del Parco Nazionale del Gran Paradiso/I. Il primo presidente della IUCN è Charles Jean Bernard, che nel 1952 viene eletto anche primo presidente della CIPRA. Come segretario lo affiancò Wolfgang Burhenne, anch'egli attivo nella IUCN. Nel 1952 la CIPRA aderisce alla IUCN e ne diviene membro, rimanendo tuttavia un'associazione indipendente e dotandosi di un proprio regolamento.
L'attività della CIPRA si concentra per molto tempo sull'organizzazione dei convegni annuali. Su ciascuno dei temi affrontati vengono redatte risoluzioni e vengono raggiunti i primi risultati (ad esempio si evita la costruzione di una centrale idroelettrica in Val di Genova, si conservano le cascate di Krimml). La dirigenza della CIPRA è costituita, in questo periodo, da un omogeneo gruppo di studiosi di scienze naturali. Alcuni lavorano insieme non 
solo nella CIPRA, ma anche nella IUCN. I contatti vengono praticati a diversi livelli, in particolare tramite una vivace corrispondenza epistolare. Fino al 1970 non avviene quasi nessun avvicendamento di persone, fatto che ha contribuito alla continuità dell'operato e ha favorito la creazione di rapporti amichevoli. Alla fine degli anni Sessanta si delinea una crisi. Dopo che neppure nel 1973 si riesce a organizzare il Convegno annuale, nell'autunno 1974, a margine di una conferenza della IUCN a Trento sul tema "Il futuro delle Alpi", si decide di porre la CIPRA a capo di una più ampia base di associazioni sostenitrici con una presidenza composta da più persone. In ogni paese dovrebbe essere fondata una rappresentanza.
L'Austria è stato il primo paese in cui viene costituito un "Comitato nazionale", esattamente il 4 aprile 1975. Nello stesso anno si tengono intense consultazioni sui problemi dei trasporti nel territorio alpino, 
viene riconosciuta la pericolosità del progetto dell'autostrada "Alemagna", dall'Italia in direzione della frontiera austriaca, e da allora la battaglia contro questa autostrada sarebbe diventata una costante – coronata da successo – di CIPRA Austria. Anche negli altri paesi alpini tra il 1975 e il 1992 si formano gradualmente i relativi Comitati nazionali.
Negli anni Ottanta la CIPRA trova una nuova collocazione, puntando sempre più sullo scambio di esperienze e informazioni. Nel 1990 viene istituita una sede gestita a tempo pieno. La CIPRA si attiva per conferire un maggiore peso alla politica alpina a livello internazionale. La firma della Convenzione delle Alpi nel 1991 è stata una pietra miliare. La CIPRA ha lo status di osservatore ufficiale presso gli organi della Convenzione, fornisce idee e basi per la discussione su tematiche attuali ed esprime valutazioni critiche su posizioni, strategie e piani d‘azione. Con il riorientamento successivo al 1974, la CIPRA assume invece un 
punto di vista più marcatamente ecologico, che dà maggiore importanza 
alla pianificazione territoriale e paesaggistica. In questa fase 
subentrano cambiamenti organizzativi che influenzano anche 
l'orientamento tematico della CIPRA. I convegni annuali, invece di 
essere dedicati a diversi progetti regionali, sono focalizzati su un 
tema più generale, che viene affrontato a livello sovranazionale.

## Temi e tendenze
Negli anni Cinquanta e Sessanta le discussioni vertevano principalmente 
sulla protezione della natura e del paesaggio, sul turismo e sul tema 
dell'energia. In tutti i settori si trattava in primo luogo di impedire 
determinati progetti edilizi o di porre sotto tutela determinate aree. 
Oltre a ciò, si lavorava anche nel campo della protezione della flora e 
della fauna, alla definizione di linee guida unitarie a livello 
sovranazionale. Prevaleva l'opinione secondo cui le Alpi dovevano essere
conservate nella loro forma originaria. Una particolare attenzione 
veniva rivolta alla protezione di aree di interesse scientifico. Negli anni Ottanta questo aspetto viene ulteriormente perfezionato. Il 
tema deve ora essere di scottante attualità, essere collegato alla 
località di svolgimento del convegno e di interesse sovraregionale. 
Sempre in questo periodo si completa il passaggio ad una concezione 
globale della tutela della natura e dell'ambiente nel territorio alpino.
Ciò trova applicazione nell'impegno a favore di una convenzione delle 
Alpi. Non è importante solo il paesaggio da tutelare, ma anche le 
persone che vivono in quel territorio. Si verifica perciò un'apertura 
verso temi socioeconomici, in modo che – come afferma Mario Broggi – si 
realizza una specie di convergenza di scienze naturali e umanistiche. Per lungo tempo i delegati hanno dibattuto questioni specialistiche 
esclusivamente nelle riunioni che si svolgevano annualmente, e che alla 
fine degli anni Sessanta sono stati definiti "Convegni" o "Convegni 
specialistici annuali". Queste manifestazioni si svolgevano 
alternativamente in uno dei paesi aderenti, normalmente duravano due o 
tre giorni e comprendevano anche escursioni nei dintorni della località 
di turno. Oggi invece vengono invitati relatori esterni e il convegno è aperto al 
pubblico. Nei primi decenni il Convegno annuale rappresentava l'evento 
dell'anno, poiché l'attività della CIPRA si concentrava principalmente 
su questa manifestazione. A partire dagli anni Novanta il campo d'azione
della CIPRA è diventato molto più ampio. Il convegno annuale rimane 
comunque un'importante occasione di incontro per un confronto su temi 
tecnici e specialistici.

## Lingue
Alla sua fondazione, nel 1952, il tedesco e il 
francese sono state definite lingue ufficiali. Già al momento della 
fondazione, tale limitazione al bilinguismo – nonostante fossero 
presenti nella CIPRA anche rappresentati italiani e sloveni – è stata 
considerata da alcuni membri una carenza. Verso la fine degli anni Ottanta, con il presidente Mario F. Broggi si 
giunge a un'apertura. I contatti con l'area italiana e slovena vengono 
intensificati. Con l'istituzione di una sede gestita a tempo pieno si 
ottiene anche la garanzia di una maggiore cura nel mantenere i contatti.
In conseguenza di tali sviluppi, l'italiano nel 1990 e lo sloveno nel 
1992 vengono riconosciute come lingue ufficiali della CIPRA. Oggi la CIPRA comunica coerentemente in italiano, tedesco, francese e sloveno, in parte anche in inglese.

## Partner
La CIPRA collabora con una rete internazionale di organizzazioni, 
istituzioni e privati cittadini, i cui obiettivi consistono nel 
conciliare equilibrio ecologico, stabilità economica e progresso sociale
nelle regioni montane di tutto il mondo.

## Reti
Città alpina dell’anno è un'associazione dei Comuni cui è stato attribuito il titolo di "Città alpina dell‘anno". Questo titolo, assegnato da una giuria internazionale fin dal 1997, premia in particolare l'impegno a livello di attuazione della Convenzione delle Alpi. Ogni città situata nel territorio della Convenzione delle Alpi che sia disponibile a implementare la Convenzione delle Alpi può concorrere al titolo «Città alpina dell'anno». La CIPRA dal 2003 ha in carico il segretariato dell'associazione. 
La Via Alpina è un percorso escursionistico che conduce da Trieste/I 
al Principato di Monaco. L'itinerario di lunga percorrenza, è luogo di incontro, percorso esperienza alla scoperta di 
spazi di vita e naturali delle Alpi e, allo stesso tempo, collegamento 
fisico tra tutti gli otto Stati alpini. La Via Alpina è stata istituita nel 2000 da un insieme di 
associazioni alpini ed enti locali coordinati dall'associazione francese
Grande Traversée des Alpes. Dal 2014 la CIPRA Internazionale ha assunto
il coordinamento per continuare a curare l'offerta arricchendola con i 
temi dello sviluppo sostenibile.
La rete di Comuni “Alleanza nelle Alpi” è un’associazione di più di 316 comuni da tutto l'arco alpino, dalla Francia alla Slovenia. I comuni membri si sono uniti per cercare di realizzare concretamente gli obiettivi della Convenzione delle Alpi per uno sviluppo sostenibile nel territorio alpino.

## Riconoscimenti
- 2014 – Premio mobilità del Verkehrsclub Austria (VCÖ) assegnato a un consorzio di partner della Valle del Reno alpino (area pilota del progetto Alpstar)
- 2012 – Premio sostenibilità della Reale società olandese per l'alpinismo e gli sport di montagna NKBV
- 2002 – Alp Web Award del Club Alpino Italiano
- 2001 – Gran Premio Binding per la protezione della natura e dell'ambiente della Fondazione Binding, Schaan
- 1998 – TUI Riconoscimento ambientale internazionale della Touristik Union International TUI
- 1998 – Gold Star della European Federation of the Associations of Tourism Journalists FEDAJT
- 1995 – Premio ambiente d'oro della Comunità di lavoro delle regioni alpine Arge Alp